# كأس المثابرة 2001
وهي سادس بطولة كأس السوبر في العراق والتي تقام بين بطل بطولة الدوري وبطولة الكأس.
أقيمت هذه النسخة بين بطل الدوري ووصيفه بسبب عدم إقامه بطولة الكأس في ذلك الموسم.
وفاز بلقب هذه البطولة للمرة الثانية نادي القوة الجوية (وصيف بطل الدوري) بعد فوزه على نادي الزوراء (بطل الدوري) (1-0).
أقيمت المباراة يوم 18 أيلول 2001، سجل المباراة الوحيد اللاعب عدي عبد الخالق.